# Jastrebarsko
Jastrebarsko (v nemških virih in lokalnem narečju Jaska) je manjše mesto jugozahodno od Zagreba na Hrvaškem, blizu avtoceste, na pol poti med Zagrebom in Karlovcem v Zagrebški županiji. To je najpomembnejše vinorodno področje osrednje Hrvaške in lokalno središče pokrajine Žumberak.
V Jastrebarskem ali bližnji okolici se je rodilo ali živelo več pomembnih osebnosti:
- Ljubo Babić, slikar, scenograf, književnik, umestnostni zgodovinar, likovni kritik in pedagog
- Vladko Maček, hrvaški politik slovenskega rodu

## Demografija

### Mesto Jastrebarsko
Samo naselje Jastrebarsko ima okoli 5.500 prebivalcev (2011; po popisu 2021 že okoli 200 manj) in je upravno središče mestne občine (hrv. Grad Jastrebarsko), ki v 60 naseljih po popisu 2021 šteje že manj kot 15.000 ljudi, medtem ko jih je v drugi polovici 20. stoletja to območje poseljevalo še okoli 18.000).
| Pregled števila prebivalcev po letih | Pregled števila prebivalcev po letih | Pregled števila prebivalcev po letih | Pregled števila prebivalcev po letih | Pregled števila prebivalcev po letih | Pregled števila prebivalcev po letih | Pregled števila prebivalcev po letih | Pregled števila prebivalcev po letih | Pregled števila prebivalcev po letih | Pregled števila prebivalcev po letih | Pregled števila prebivalcev po letih | Pregled števila prebivalcev po letih | Pregled števila prebivalcev po letih | Pregled števila prebivalcev po letih | Pregled števila prebivalcev po letih | Pregled števila prebivalcev po letih | Pregled števila prebivalcev po letih |
| ------------------------------------ | ------------------------------------ | ------------------------------------ | ------------------------------------ | ------------------------------------ | ------------------------------------ | ------------------------------------ | ------------------------------------ | ------------------------------------ | ------------------------------------ | ------------------------------------ | ------------------------------------ | ------------------------------------ | ------------------------------------ | ------------------------------------ | ------------------------------------ | ------------------------------------ |
| 1857                                 | 1869                                 | 1880                                 | 1890                                 | 1900                                 | 1910                                 | 1921                                 | 1931                                 | 1948                                 | 1953                                 | 1961                                 | 1971                                 | 1981                                 | 1991                                 | 2001                                 | 2011                                 | 2021                                 |
| 12.134                               | 13.592                               | 14.377                               | 15.793                               | 15.654                               | 15.956                               | 15.261                               | 16.284                               | 16.763                               | 18.190                               | 18.184                               | 18.056                               | 17.441                               | 17.895                               | 16.689                               | 15.866                               | 14.562                               |

### Jastrebarsko (naselje)
| Pregled števila prebivalcev po letih | Pregled števila prebivalcev po letih | Pregled števila prebivalcev po letih | Pregled števila prebivalcev po letih | Pregled števila prebivalcev po letih | Pregled števila prebivalcev po letih | Pregled števila prebivalcev po letih | Pregled števila prebivalcev po letih | Pregled števila prebivalcev po letih | Pregled števila prebivalcev po letih | Pregled števila prebivalcev po letih | Pregled števila prebivalcev po letih | Pregled števila prebivalcev po letih | Pregled števila prebivalcev po letih | Pregled števila prebivalcev po letih | Pregled števila prebivalcev po letih |
| ------------------------------------ | ------------------------------------ | ------------------------------------ | ------------------------------------ | ------------------------------------ | ------------------------------------ | ------------------------------------ | ------------------------------------ | ------------------------------------ | ------------------------------------ | ------------------------------------ | ------------------------------------ | ------------------------------------ | ------------------------------------ | ------------------------------------ | ------------------------------------ |
| 1857                                 | 1869                                 | 1880                                 | 1890                                 | 1900                                 | 1910                                 | 1921                                 | 1931                                 | 1948                                 | 1953                                 | 1961                                 | 1971                                 | 1981                                 | 1991                                 | 2001                                 | 2011                                 |
| 1.042                                | 1.278                                | 1.482                                | 1.518                                | 1.449                                | 1.565                                | 1.497                                | 1.500                                | 1.541                                | 2.434                                | 2.927                                | 3.771                                | 4.762                                | 5.380                                | 5.419                                | 5.493                                |